# 佐藤将也
佐藤 将也（さとう まさや、1990年2月10日 - ）は、静岡県出身のサッカー選手。ポジションはDFやMF。

## 来歴
小学校4年生でサッカーを始めた が、中学校時代まではサッカーでは全く無名であった。なお、兼部で所属していた陸上部では県大会まで進んでいる。浜名高校に進学後才能を開花させ、県選抜やU-18日本代表候補に選ばれるまでに成長した。
名古屋のほか4チームの練習に参加したが、「自分が成長できる場所」という理由で名古屋への入団を決意する。2008年1月13日、ユースから昇格した花井聖とともに入団会見を行った。
2008年5月31日のナビスコカップ京都サンガF.C.戦に、ボランチの先発で初出場。リーグ戦とカップ戦を合わせても、出場はこの1試合に留まった。
2009年にはリーグ戦でベンチ入りする機会も増え、第3節清水エスパルス戦でリーグ戦デビューを飾り、第16節ガンバ大阪戦ではリーグ戦フル出場を果たした。
またこの年はU-20日本代表としてカタール国際親善大会に出場し、4月に行われたU-20強化合宿にも参加した。
2010年1月8日、ザスパ草津への期限付き移籍が発表された。
2011年から当時日本フットボールリーグ（JFL）のFC琉球に完全移籍。2012年限りで退団。
2013年、藤枝MYFCへ移籍。
2016年2月、現役引退が発表された。
2017年よりトヨタ蹴球団でプレーしている。

## 所属クラブ
- 1999年 - 2001年 芳川SSS
- 2002年 - 2004年 松原SC
- 2005年 - 2007年 静岡県立浜名高等学校
- 2008年 - 2010年 名古屋グランパス
  - 2010年 ザスパ草津 (期限付き移籍)
- 2011年 - 2012年 FC琉球
- 2013年 - 2015年 藤枝MYFC
- 2017年 - トヨタ蹴球団

## 個人成績
| 国内大会個人成績 | 国内大会個人成績 | 国内大会個人成績 | 国内大会個人成績 | 国内大会個人成績 | 国内大会個人成績 | 国内大会個人成績 | 国内大会個人成績 | 国内大会個人成績 | 国内大会個人成績 | 国内大会個人成績 | 国内大会個人成績 |
| 年度             | クラブ           | 背番号           | リーグ           | リーグ戦         | リーグ戦         | リーグ杯         | リーグ杯         | オープン杯       | オープン杯       | 期間通算         | 期間通算         |
| 年度             | クラブ           | 背番号           | リーグ           | 出場             | 得点             | 出場             | 得点             | 出場             | 得点             | 出場             | 得点             |
| 日本             | 日本             | 日本             | 日本             | リーグ戦         | リーグ戦         | リーグ杯         | リーグ杯         | 天皇杯           | 天皇杯           | 期間通算         | 期間通算         |
| ---------------- | ---------------- | ---------------- | ---------------- | ---------------- | ---------------- | ---------------- | ---------------- | ---------------- | ---------------- | ---------------- | ---------------- |
| 2008             | 名古屋           | 33               | J1               | 0                | 0                | 1                | 0                | 0                | 0                | 1                | 0                |
| 2009             | 名古屋           | 26               | J1               | 2                | 0                | 2                | 0                | 0                | 0                | 4                | 0                |
| 2010             | 草津             | 16               | J2               | 10               | 0                | -                | -                | 0                | 0                | 10               | 0                |
| 2011             | 琉球             | 20               | JFL              | 11               | 2                | -                | -                | 0                | 0                | 11               | 2                |
| 2012             | 琉球             | 20               | JFL              | 22               | 1                | -                | -                | 0                | 0                | 22               | 1                |
| 2013             | 藤枝             | 15               | JFL              | 26               | 1                | -                | -                | 2                | 0                | 28               | 1                |
| 2014             | 藤枝             | 7                | J3               | 30               | 2                | -                | -                | 2                | 0                | 32               | 2                |
| 2015             | 藤枝             | 7                | J3               | 27               | 1                | -                | -                | 2                | 0                | 29               | 1                |
| 通算             | 日本             | 日本             | J1               | 2                | 0                | 3                | 0                | 0                | 0                | 5                | 0                |
| 通算             | 日本             | 日本             | J2               | 10               | 0                | -                | -                | 0                | 0                | 10               | 0                |
| 通算             | 日本             | 日本             | J3               | 57               | 3                | -                | -                | 4                | 0                | 61               | 3                |
| 通算             | 日本             | 日本             | JFL              | 59               | 4                | -                | -                | 2                | 0                | 61               | 4                |
| 総通算           | 総通算           | 総通算           | 総通算           | 128              | 7                | 3                | 0                | 6                | 0                | 137              | 7                |

| 国際大会個人成績 | 国際大会個人成績 | 国際大会個人成績 | 国際大会個人成績 | 国際大会個人成績 |
| 年度             | クラブ           | 背番号           | 出場             | 得点             |
| AFC              | AFC              | AFC              | ACL              | ACL              |
| ---------------- | ---------------- | ---------------- | ---------------- | ---------------- |
| 2009             | 名古屋           | 26               | 5                | 0                |
| 通算             | AFC              | AFC              | 5                | 0                |

- Jリーグ初出場 - 2009年3月22日 J1第3節 清水エスパルス戦（名古屋市瑞穂公園陸上競技場）
- Jリーグ初得点 - 2014年5月25日 J3第13節 横浜スポーツ&カルチャークラブ戦（藤枝総合運動公園サッカー場）

## 代表歴
- U-19日本代表
- U-20日本代表